# Moisés Hurtado
Moisés Hurtado Pérez (født 20. februar 1981 i Sabadell, Spanien) er en spansk tidligere fodboldspiller (defensiv midtbane). Han spillede ti år hos Espanyol og vandt Copa del Rey med klubben i 2006.

## Titler
Copa del Rey
- 2006 med Espanyol

Græsk mesterskab
- 2011 med Olympiakos